# Vương tộc Habsburg

Cờ của hoàng tộc Habsburg

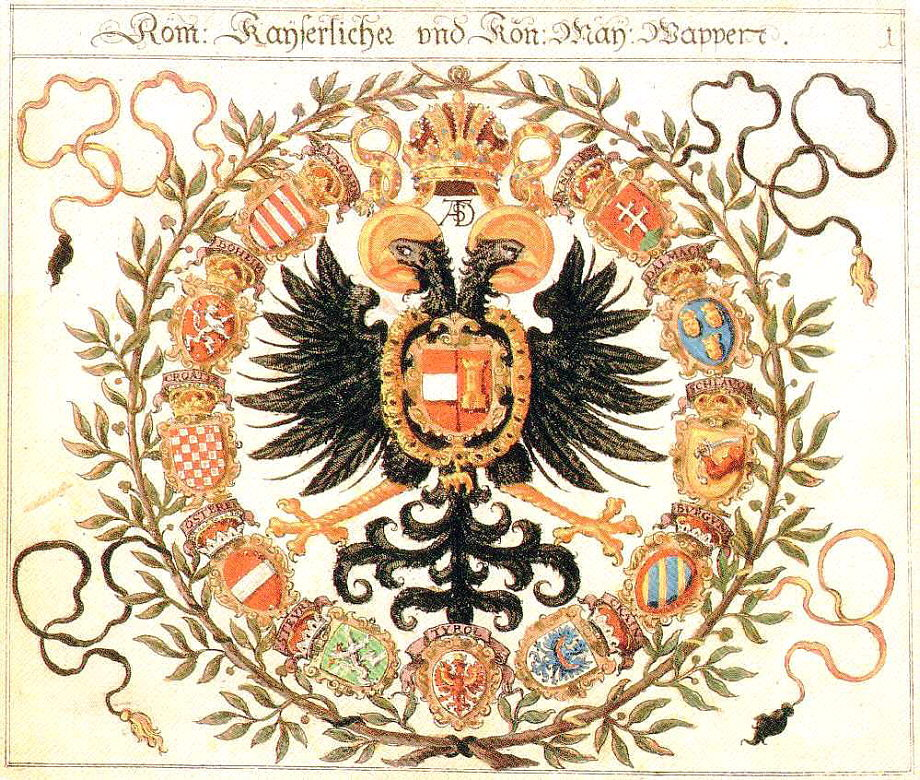
Huy hiệu của hoàng tộc Habsburg

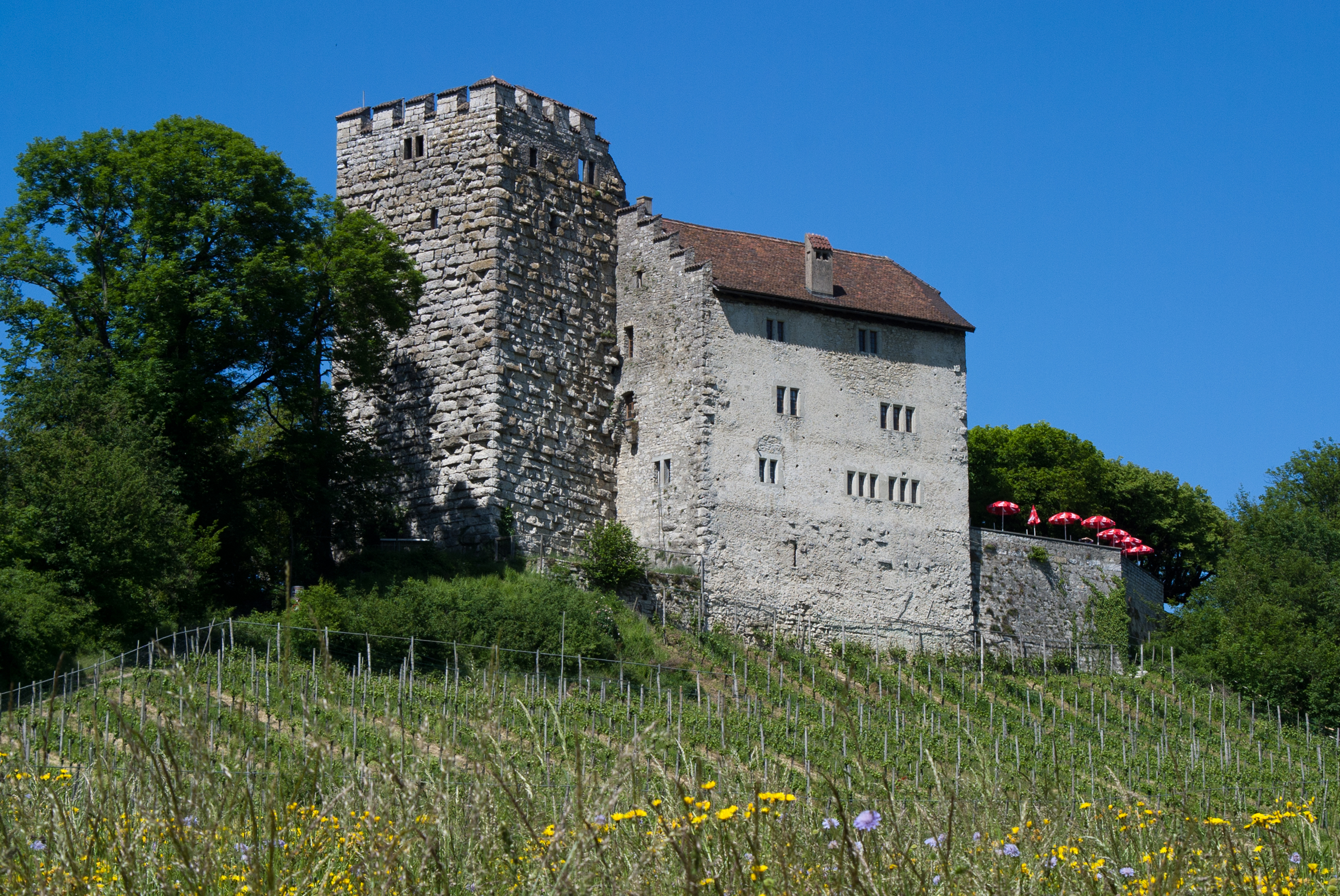
Lâu đài Habsburg nguyên thủy, nơi phát tích gia tộc Habsburg, nay thuộc Thụy Sĩ

Nhà Habsburg (tiếng Đức: Haus Habsburg [ˈhaːpsbʊʁk]; tiếng Tây Ban Nha: Casa de Habsburgo [aβzˈβuɾɣo]; tiếng Hungary: Habsburg család; tiếng Anh: House of Habsburg), còn được gọi là Nhà Áo hay Vương tộc Áo (tiếng Đức: Haus Österreich; tiếng Tây Ban Nha: Casa de Austria), là một triều đại của người Đức từng là một trong những gia tộc vương thất nổi bật nhất của châu Âu trong thiên niên kỷ 2.
Vương tộc này được đặt theo tên của Lâu đài Habsburg, một pháo đài xây dựng bởi Radbot xứ Klettgau vào những năm 1020 ở Thụy Sĩ ngày nay. Cháu trai của ông là Otto II là người đầu tiên lấy tên pháo đài làm họ của mình và thêm từ Habsburg đằng sau tước vị, đây cũng là dấu mốc cho sự ra đời của Bá tước xứ Habsburg, nguồn gốc khởi đầu của các quân chủ Đế chế Habsburg trong suốt gần 1000 năm tiếp theo. Năm 1273, hậu duệ đời thứ 7 của Bá tước Radbot là Rudolph nhà Habsburg được bầu làm Vua của người La Mã Đức. Lợi dụng vương triều Babenberg tuyệt tự dòng nam kế vị và chiến thắng của ông trước Ottokar II của Bohemia trong trận chiến trên Marchfeld năm 1278, Rudolf I đã cho chuyển cơ sở quyền lực của gia tộc Habsburg đến Viên (thủ đô của Áo ngày nay), nơi các quân chủ Habsburg cai trị cho đến năm 1918.
Đế miện của Thánh chế La Mã liên tục thuộc về nhà Habsburg từ năm 1440 cho đến khi gia tộc này tuyệt tự dòng nam kế vị vào năm 1740, và sau cái chết của Franz I của Thánh chế La Mã, từ năm 1765 cho đến khi Đế quốc La Mã Thần thánh bị giải thể vào năm 1806, ngai vàng đế quốc đều thuộc về hậu duệ của Franz I và Maria Theresia của Áo, cuộc hôn nhân của họ đã tạo ra Vương tộc Habsburg-Lothringen, kế thừa huyết thống của Nhà Habsburg và Nhà Lorraine. Vương tộc này cũng sản sinh ra các vị vua của Bohemia, Hungary, Croatia, Tây Ban Nha, Bồ Đào Nha và Galicia-Lodomeria. Quân chủ Habsburg còn cai trị một hệ thống các thuộc địa như Hà Lan Áo, nhiều Công quốc và Đại công quốc ở Bán đảo Ý, và vào thế kỷ XIX, các hoàng đế của Đế quốc Áo và Áo-Hung cũng như 1 vị hoàng đế của Mexico đều là người Nhà Habsburg. Vương tộc này cũng nhiều lần chia ra các chi nhánh song song, vì thế mà vào giữa thế kỷ XVI, Nhánh Tây Ban Nha Habsburg đã kế thừa quyền cai trị Đế quốc Tây Ban Nha, trong khi đó Habsburg Áo thì vẫn giữ quyền cai trị của tổ tiên ở Đế chế La Mã Thần thánh.
Các thành viên của gia đình Habsburg giám sát chi nhánh Áo của Huân chương Lông cừu vàng và Huân chương Hoàng gia Thánh George. Người đứng đầu gia đình hiện tại là Karl von Habsburg.

## Lịch sử
Hoàng tộc này được lấy theo tên của Lâu đài Habsburg, một pháo đài được xây dựng vào những năm 1020 thuộc bang Aargau (Thuỵ Sĩ ngày nay). Bá tước Radbot xứ Klettgau đã đặt tên cho pháo đài của mình là Habsburg. Cháu trai của ông là Otto II là người đầu tiên lấy tên của pháo đài làm tên riêng của mình và thêm cụm từ “Bá tước Habsburg” vào tước phong của mình. Năm 1273, hậu duệ thứ 7 của Bá tước Radbot là Rudolph đã trở thành Hoàng đế của Đế chế La Mã Thần thánh. Ông đã chuyển trung tâm quyền lực của Hoàng gia Habsburg đến Công quốc Áo, nơi mà Nhà Habsburg cai trị cho đến năm 1918.
Một loạt các cuộc hôn nhân của người thuộc Hoàng tộc Habsburg với các hoàng gia khác đã giúp dòng họ này mở rộng phạm vi rộng lớn bao gồm Bourgogne, Tây Ban Nha và đế chế thuộc địa của nó, Bohemia, Hungary và các lãnh thổ khác. Vào thế kỷ 16, gia đình này tách ra thành các nhánh Habsburg của Tây Ban Nha là dòng chính và nhánh Habsburg của Áo là dòng phụ.
Hoàng tộc Habsburg tuyệt chủng dòng nam vào thế kỷ XVII, nhánh Habsburg Tây Ban Nha tuyệt dòng nam sau cái chết của vua Charles II vào năm 1700 và được thay thế bởi Nhà Bourbon. Nhánh Habsburg của Áo tuyệt chủng dòng nam vào năm 1740, sau cái chết của Hoàng đế La Mã Thần thánh Charles VI. Dòng này được kế thừa bởi con cháu của Maria Theresia (con gái lớn của Charles VI) khi bà kết hôn với Francis III – Công tước của Lorraine và Hoàng tộc này được gọi là Nhà Habsburg – Lorraine.
Sau Chiến tranh thế giới thứ nhất, Nhà Habsburg là nơi phản đối kịch liệt Chủ nghĩa xã hội quốc gia và Chủ nghĩa cộng sản. Ở Đức, Adolf Hitler phản đối các nguyên tắc của Nhà Habsburg trong hàng thế kỷ trước đó về việc cho phép các cộng đồng địa phương dưới sự cai trị của họ duy trì các văn hoá dân tộc, tôn giáo và ngôn ngữ truyền thống, và ông ta mang trong mình lòng căm thù với gia đình Habsburg. Trong Chiến tranh thế giới thứ hai, có một phong trào kháng chiến Habsburg mạnh mẽ ở Trung Âu, đã bị khủng bố triệt để bởi Đức Quốc xã và Gestapo. Lãnh đạo không chính thức của các nhóm này là Otto von Habsburg, người đã vận động chống lại Đức Quốc xã và cho một Trung Âu tự do ở Pháp và Mỹ. Hầu hết các chiến binh kháng chiến, chẳng hạn như Heinrich Maier, người đã chuyển giao thành công địa điểm sản xuất và kế hoạch về tên lửa V-2, xe tăng Tiger và máy bay cho Đồng minh, đã được thực hiện. Gia đình Habsburg đóng vai trò hàng đầu trong sự sụp đổ của Bức màn sắt và sự sụp đổ của Khối Cộng sản Đông Âu.
Đế chế Habsburg có lợi thế về quy mô, nhưng cũng có nhiều nhược điểm. Có đối thủ ở 4 phía, tài chính không ổn định, dân số gồm nhiều sắc tộc và cơ sở công nghiệp mỏng. Nguồn lực hải quân của nó hạn chế nên nó đã không cố gắng xây dựng một đế chế ở nước ngoài. Nó có lợi thế về các nhà ngoại giao giỏi, điển hình là Hoàng tử Metternich; họ có một chiến lược vĩ đại để tồn tại giúp đế chế tiếp tục tồn tại bất chấp các cuộc chiến tranh với Ottoman, Frederick Đại đế, Napoléon và Bismarck, cho đến thảm họa cuối cùng của Chiến tranh thế giới thứ nhất. Cùng với triều đại Capetian, hoàng tộc đối địch truyền thống của Nhà Habsburg, nó là một trong hai triều đại hoàng gia châu Âu lâu đời nhất và cũng là một trong những triều đại hùng mạnh nhất, đóng vai trò quan trọng trong nền chính trị châu Âu trong gần 5 thế kỷ.

## Vua La Mã và sự hợp nhất lãnh thổ ở Đông Alps

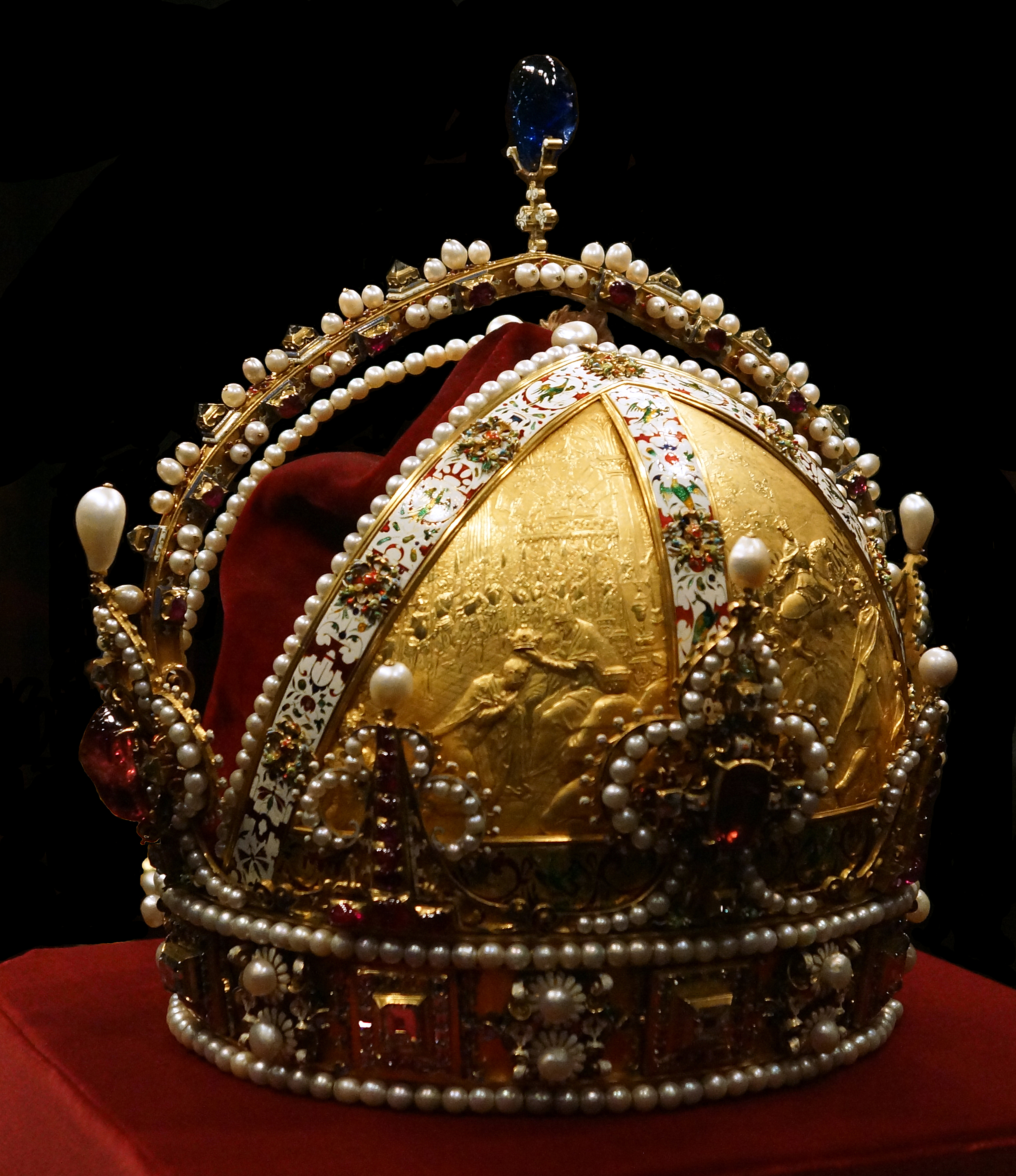
Vương miện Hoàng gia của Quân chủ Habsburg sử dụng khi được bầu lên ngôi Hoàng đế La Mã Thần thánh, sau này nó trở thành vương miện của Đế quốc Áo và Áo-Hung cho đến khi đế chế này chấm dứt tồn tại vào năm 1918

Vào nửa sau thế kỷ XIII, hậu duệ thứ 7 của Bá tước Radbot là Bá tước Rudolf IV (1218 - 1291), đã trở thành một trong những lãnh chúa có ảnh hưởng nhất đến lãnh thổ ở khu vực giữa Dãy núi Vosges và Hồ Constance, do điều này nên ngày 01/10/1273, Rudolph được bầu chọn làm Vua của Đế chế La Mã với đế hiệu là Rudolf I.
Một bước đi quan trọng hướng đến việc thiết lập một lãnh thổ quyền lực của riêng mình ở Đông Alps, Rudolph đã dẫn đầu liên minh chống lại vua Ottokar II của Bohemia, người đã lợi dụng Great Interregnum để mở rộng lãnh thổ về phía Nam, trước tiên chiếm lấy Babenberg (Áo, Styria, Savinja) và sau đó thừa kế Spanheim (Carinthia và Carniola). Năm 1278, Ottokar bị đánh bại và bị giết trong Trận Marchfeld. Các vùng đất mà ông đã có trong những thập kỷ trước được nhập vào Đế chế La Mã Thần thánh. Năm 1282, Nhà Habsburg giành được cho mình quyền cai trị các Công quốc Áo và Styria liên tục trong hơn 600 năm, cho đến năm 1918. Các lãnh thổ phía Nam của vương quốc cũ của Ottokar gồm Carinthia, Carniola và Savinja được ông trao cho các đồng minh của mình.
Sau cái chết của Rudolph, Nhà Habsburg không thể duy trì vương quyền trong Đế chế. Trong những năm 1300, họ đã nỗ lực giành lấy vương quốc Bohemia, nhưng thất bại. Tuy nhiên, sự suy yếu của Nhà Gorizia trong cuộc chiến tranh giành quyền kế vị đã cho phép người Nhà Habsburg mở rộng lãnh thổ về phía Nam: Năm 1311, họ chiếm Savinja và sau cái chết của Henry của Bohemia năm 1335, họ chiếm Carniola và Carinthia. Năm 1369, họ nắm quyền Tyrol. Sau cái chết của Albert III của Gorizia năm 1374, họ giành được chỗ đứng đầu tiên tại vùng Biển Adriatic, ở trung tâm Istria (Mitterburg), và năm 1382 họ giành được Trieste. Trong khi đó, các lãnh thổ phát tích Nhà Habsburg ở Aargau, Thuỵ Sĩ đã mất vào tay của Liên minh Thuỵ Sĩ vào thế kỷ XIV.
Thông qua cuộc hôn nhân với Elisabeth của Luxembourg, con gái của Sigismund của Thánh chế La Mã vào năm 1437, Công tước Albert V (1397 - 1439) trở thành người cai trị Bohemia và Hungary. Năm sau, Albert V được bầu lên làm Hoàng đế của Thánh chế La Mã với đế hiệu là Albert II. Sau cái chết của ông trong cuộc chiến với người Ottoman năm 1439 và cái chết của con trai ông là Ladislaus Postumus năm 1457, Nhà Habsburg lại mất Bohemia và Hungary. Tuy mất quyền kiểm soát vùng lãnh thổ này trong nhiều thập kỷ, nhưng thông qua sự tuyệt tự dòng nam của Nhà Celje vào năm 1456 và Nhà Wallsee-Enns vào năm 1466/1483, người Nhà Habsburg đã nắm quyền thế tục các lãnh thổ rộng lớn của mình và tạo ra một vùng rộng lớn. Với cái chết của Ladislaus vào năm 1457, dòng Habsburg Albertine tuyệt diệt dần, và dòng Habsburg Leopoldian tiếp quản tất cả các tài sản của Hoàng tộc.

## Đế chế đa ngôn ngữ
Khi vương tộc Habsburg trở thành một thế lực hùng mạnh ở Trung Âu với vương quyền và tước vị bao phủ cả trong và ngoài Đế chế La Mã Thần thánh, họ đã bắt đầu phát triển một truyền thống đa ngôn ngữ độc đáo qua nhiều thế kỷ. Trên thực tế, Đế chế La Mã Thần thánh ngay từ đầu đã thể hiện tính đa ngôn ngữ, mặc dù các hoàng đế của nó là những người nói tiếng Đức bản địa. Vấn đề ngôn ngữ trong Đế chế dần trở nên nổi bật hơn khi việc sử dụng tiếng Latinh không theo tôn giáo đã giảm mạnh và ngôn ngữ quốc gia trở nên nổi bật trong suốt giai đoạn Trung kỳ Trung Cổ. Hoàng đế Karl V được biết đến là người thông thạo tiếng Séc, tiếng Pháp, tiếng Đức, tiếng Ý và tiếng Latin.
Phần nội dung cuối trong Sắc chỉ vàng 1356, Hoàng đế Karl V đã chỉ rõ rằng, những người thừa kế Tuyển đế hầu "nên được giáo dục bằng nhiều loại phương ngữ và ngôn ngữ khác nhau", vì trên thực tế họ là người Đức nên sẽ nói tiếng Đức từ lúc nhỏ, ngoài ra họ cũng sẽ được hướng dẫn về ngữ pháp tiếng Ý và tiếng Slavơ, bắt đầu từ năm 7 tuổi đến năm 14 tuổi. Vào thế kỷ XV, Nhà biên niên sử Jakob Twinger von Königshofen đã khẳng định rằng Hoàng đế Charlemagne đã thông thạo 6 ngôn ngữ, mặc dù ông thích tiếng Đức hơn cả. :306